# Norbert Maillart
Norbert Auguste Maillart, né le 6 juin 1856 à Lachaussée-du-Bois-d'Écu et mort le 22 juillet 1928 à Paris, est un architecte français. Représentatif du « style Beaux-Arts » français de la fin du XIXe et du début du XXe siècle, il a travaillé sur des projets d'édifices publics emblématiques en France et en Amérique du Sud ; au Chili, en Uruguay et surtout en Argentine. Il est le frère du peintre Diogène Maillart (1840-1926).

## Biographie

### Formation et débuts

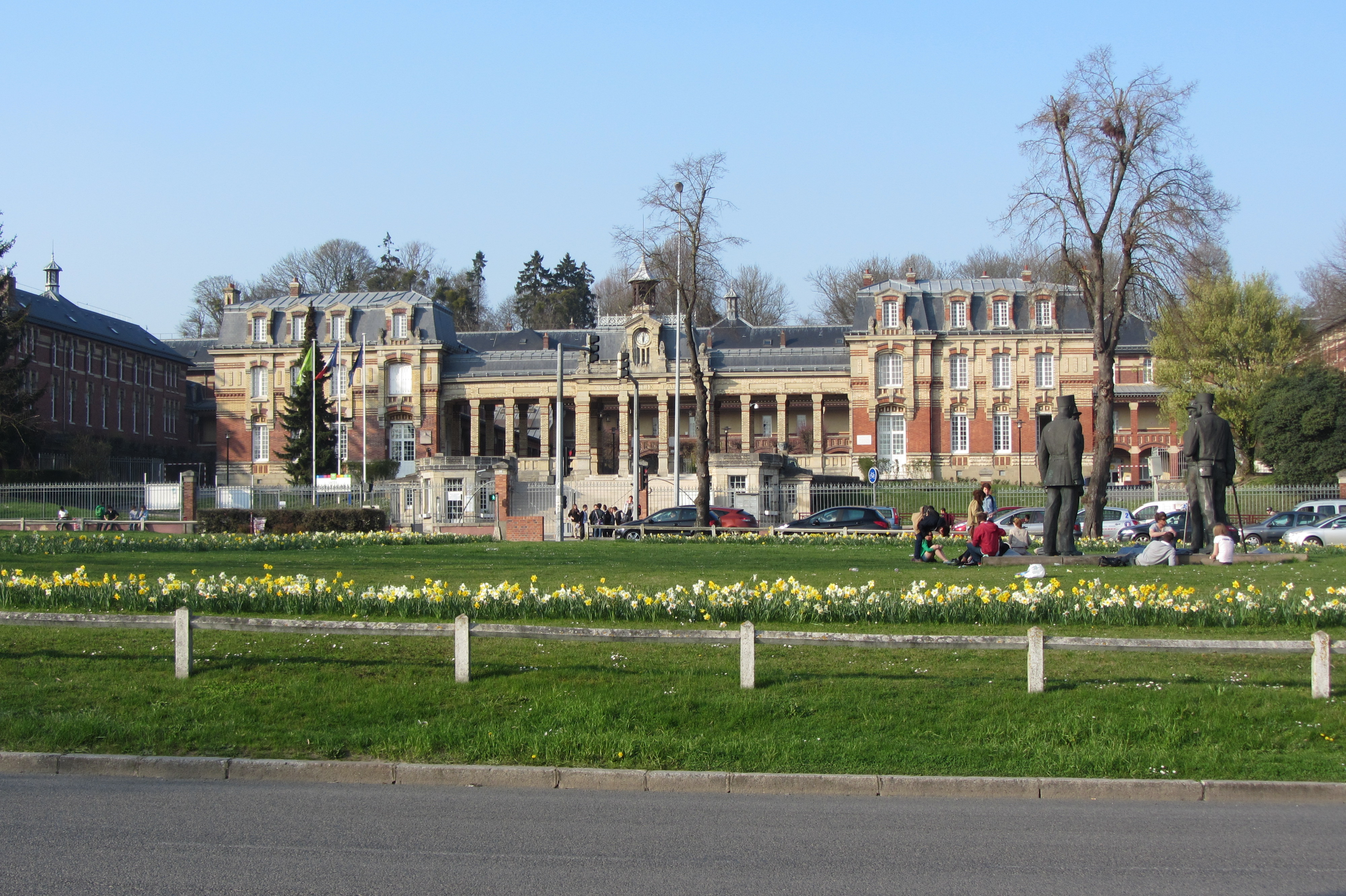
Le lycée Félix Faure à Beauvais en 2012.

Norbert Maillart étudie à l'École des Beaux-Arts de Paris où il est élève de Julien Guadet. Il est distingué  et récompensé par plusieurs prix, médailles : le prix Müller-Soehnée (1876), première médaille architecture en 1878, le prix Achille Leclère la même année, le prix de la fondation Lusson en 1881, ainsi que le premier second grand prix de Rome en architecture en 1881.
Diplômé le 23 décembre 1881, il conçoit des hôtels et constructions particulières à Paris et en province, devient sous-inspecteur aux travaux de l'État pour le nouvel hôtel des Postes à Paris, et inspecteur des Bâtiments civils et palais nationaux. Il est l’architecte du lycée Félix Faure à Beauvais (1890),, inscrit au patrimoine depuis 2017.
En parallèle, il expose régulièrement au Salon des artistes français.
En 1883, il  participe à un concours international pour un projet de nouveau théâtre, le nouveau Teatro de la Victoria à Valparaíso (Chili), dans lequel il remporte le deuxième prix,. S'ensuit une bourse de voyage pour l'Amérique latine (1884).
À Valparaiso, il est l’architecte du Monument à la Marine Nationale (inauguré le 21 mai 1886, Place Sotomayor), érigé par souscription populaire, à la mémoire des héros des Bataille de Punta Gruesa et Bataille navale d'Iquique. La réalisation des sculptures est attribuée sur concours au jeune Denys Puech,.
En 1887, Norbert Maillart présente à Montevideo un projet de palais des Hauts Pouvoirs de l'État qui concentrerait les trois branches de la République, mais finalement la crise de la Barings en 1890 fait échouer cette initiative.

### En Argentine

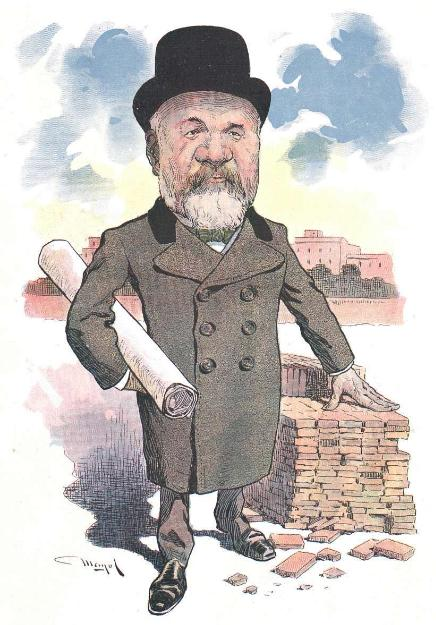
Norbert Maillart, dessin de Manuel Mayol Rubio dans la revue Caras y Caretas, no 500 du 2 mai 1908.

Entre 1886 et 1909, Norbert Maillart devient chargé de mission par le gouvernement en Amérique du Sud, et est actif à Buenos Aires. Maillart est présenté par le général Benjamín Victorica au Dr Ramón José Cárcano, nommé directeur de la Poste argentine par le nouveau président Miguel Juárez Celman.
En 1886, Norbert Maillart présente le premier projet du palais des Postes et Télécommunications (Correo central), dont une des façades s'orne de sculptures, œuvres d’Auguste Bartholdi, ce projet est largement retardé et souvent modifié. Le bâtiment, qui occupe un pâté de maisons entier a été reformulé par Maillart lui-même en 1908 et n'a été inauguré qu'en 1928, renommé Centre Culturel Néstor Kirchner en 2015.
Installé à Buenos Aires, Maillart devient l'un des architectes européens préférés de l'État argentin, chargé des projets de bâtiments fondamentaux pour la République nouvellement consolidée, il travaille avec les architectes italiens Francesco Tamburini et Vittorio Meano:132-133.
La deuxième grande œuvre de Norbert Maillart est le palais de Justice de la nation, construit sur la nouvelle place Lavalle où se trouvait l'Arsenal, où, entre autres, la Révolution du Parc avait eu lieu en 1890. Cet imposant bâtiment, qui occupe tout un îlot a été inauguré en 1910 bien que sa construction se soit étendue de 1905 à 1942 (classé monument historique, depuis 1999),.
En 1908, il a élaboré le projet du bâtiment du Colegio Nacional de Buenos Aires, dont la première pierre a été posée par le président José Figueroa Alcorta en 1910, et qui n'a été entièrement inauguré qu'en 1938 par le président Roberto Marcelino Ortiz.
En 1910, il a conçu le jardin d'hiver de la Casa Rosada, qui après sa destruction par un bombardement en 1955 , a été reconstruit et remplacé par un ensemble de bureaux.

Réalisations de Norbert Maillart à Buenos Aires
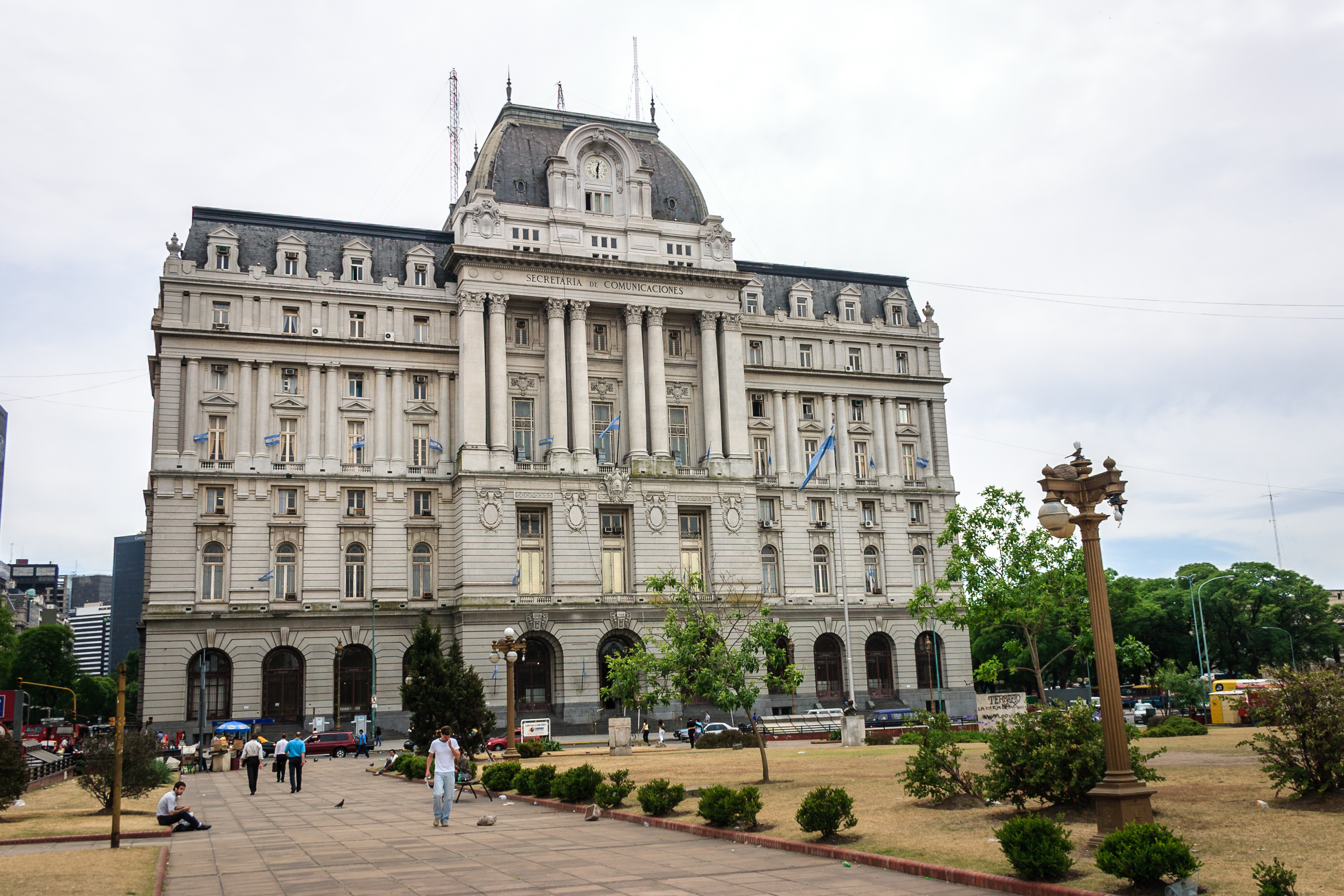
Poste centrale Buenos Aires, aujourd'hui Centre Culturel Néstor Kirchner.
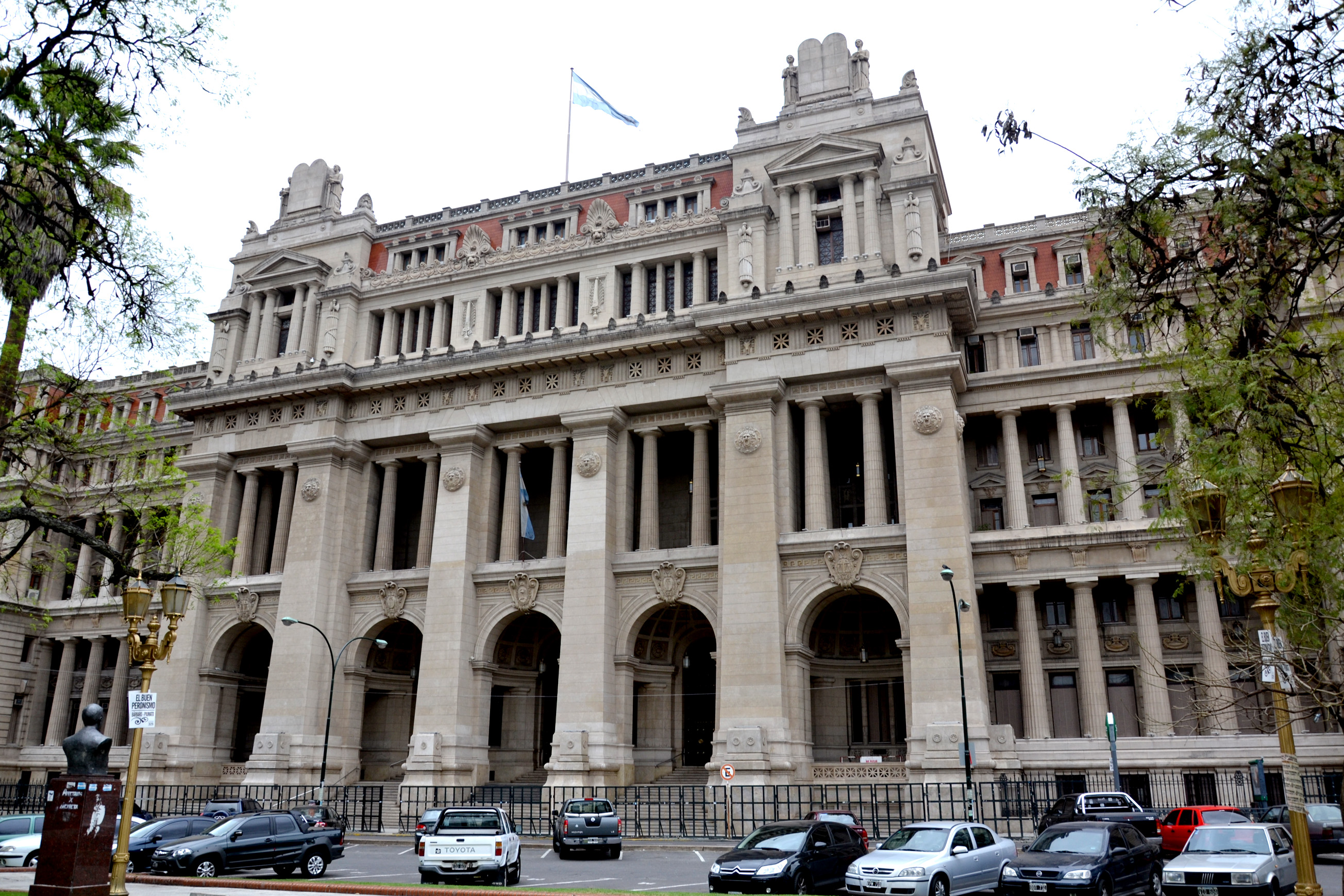
Palais de justice et cour suprême de la nation.
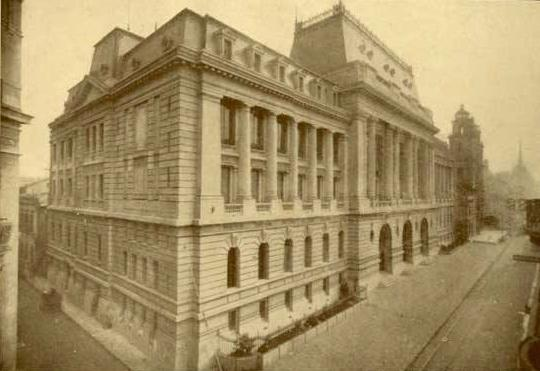
Colegio Nacional de Buenos Aires, façades principales (vers 1920).

Norbert Maillart a également réalisé une série de projets pour l'État argentin qui pour certains ne sont jamais allés au-delà de la proposition. Dans la perspective du centenaire de la révolution de Mai, en 1898, il conçoit un projet de nouveau palais du Gouvernement pour la province de Córdoba et un projet général d'agrandissement de la Casa Rosada (siège du pouvoir exécutif national). Il prévoit également le remodelage total du Parque Colón et de ses alentours. Cela aurait signifié non seulement le réaménagement du palais du Gouvernement avec de nouvelles façades et davantage de bureaux, mais aussi la construction d'une résidence présidentielle au-dessus du parc , la modification de toutes les avenues et rues du quartier et la démolition du nouveau bâtiment des douanes de Buenos Aires pour prolonger les promenades publiques. Toutes ces propositions n'ont pas abouti et la crise économique déclenchée en Argentine par la Première Guerre mondiale en 1914 a définitivement enterré le plan.
Norbert Maillart rentre définitivement en France en 1912.

### Union et descendance
Maillart s'est marié à Paris 6ème en 1884 avec Marie Jeanne Sophie Suzanne Dupré Dupontet , le couple eut trois enfants dont deux épousèrent les enfants du peintre Léon Comerre : Jean-Norbert Maillart (1885 Paris-1952 Paris) épousa George-Emilie Comerre 1880-1982, il n'y eut pas de postérité et Marcelle-Juliette Maillart (1889 Paris-1984) épousa Maxime Comerre 1884 Paris-1970 Saint-Germain-en-Laye, architecte, sans postérité également. Jeanne Germaine Maillart (1887 Paris-1953 Lausanne) épousa Albert Sigismond de Weiss (1877-1948 Lausanne), pasteur protestant suisse dont descendance.